# Hjem fra Malkning. Reersø, Sjælland
Hjem fra Malkning. Reersø, Sjælland er en dansk dokumentarisk optagelse fra 1932.

## Handling
Kvinde kommer hjem fra malkning til en gård på halvøen Reersø. Hun balancerer først en mælkespand på hovedet og senere to på en stang, som hun bærer på skuldrene, mens hun strikker. I baggrunden henter en mand vand op fra brønden til at fylde truget op med. Optagelserne er dateret juli 1932.